# Герхард II фон Бланкенхайм
Герхард II фон Бланкенхайм (на немски: Gerhard II zu Blankenheim; на латински: Gerardus de Blankinheym; * пр. 1149; † сл. 1166 или сл. 1174) е господар на Бланкенхайм в Айфел.

## Произход
Той е вторият син на господар Герхард I фон Бланкенхайм († сл. 1115) и съпругата му Юта († 1115, погребана в манастир Щайнфелд). Баща му построява ок. 1115 г. замък Бланкенхайм и дарява манастир Щайнфелд. Брат е на неженените Арнолд I (* 1136; † сл. 1156) и Конрад (* пр. 1165; † 5 ноември 1196). Резиденцията му е в замък Бланкенхайм.
Господарите на Бланкенхайм са издигнати през 1380 г. на графове. Графовете на Бланкенхайм са роднини с графовете на Мандершайд и от 1469 г. се наричат Мандершайд-Бланкенхайм.

## Деца
Герхард II фон Бланкенхайм има четирима сина:
- Герхард III фон Бланкенхайм (* пр. 1176; † сл. 1197/1203), господар на Бланкенхайм, баща на Герхард IV фон Бланкенхайм († сл. 1248)
- Буркард фон Бланкенхайм (* пр. 1183; † сл. 1203)
- Дитрих фон Бланкенхайм (* пр. 1195; † ?)
- Конрад I фон Бланкенхайм-Шлайден (* пр. 1187; † сл. 1223), господар на Шлайден, баща на Фридрих I фон Шлайден († 1269)